# Kocudza Pierwsza
Kocudza Pierwsza – wieś sołecka w Polsce położona w województwie lubelskim, w powiecie janowskim, w gminie Dzwola.

## Demografia
W latach 1916–1954 istniała gmina Kocudza. W latach 1975–1998 miejscowość administracyjnie należała do województwa tarnobrzeskiego. Według Narodowego Spisu Powszechnego (III 2011 r.) liczyła 561 mieszkańców i była szóstą co do wielkości miejscowością gminy Dzwola.

## Historia
Pierwsze wzmianki na temat wsi pojawiły się w dokumentach z 1245 roku. Pierwszym wymienionym z imienia właścicielem Kocudzy był Dymitr z Goraja – właściciel dóbr klucza gorajskiego. Wieś przeszła po śmierci Dymitra (1400) na własność rodu Szamotulskich (1405; zatwierdzenie własności w 1415 w Lublinie) – córka Elżbieta wyszła za mąż za Dobrosława z Szamotuł. Przejęli oni także pobliski Turobin. W latach 1540–1596 wieś była w posiadaniu rodu wielkopolskiego Górków spadkobierców Szamotulskich, skąd ostatecznie została odkupiona i przyłączona do Ordynacji Zamojskiej w 1596 roku przez Jana Zamoyskiego. W miejscowości i jej okolicach zostali przez Zamoyskiego osiedleni Tatarzy pojmani podczas wypraw wojennych Zamoyskiego. Z czasem zasymilowali się z miejscową ludnością. Charakterystyczną cechą okolic Kocudzy była architektura starych chałup w stylu tatarskim, która występuje już w niewielu miejscach w kraju.